# Reticulidia
Reticulidia (Brunckhorst, 1990) è un genere di molluschi nudibranchi della famiglia Phyllidiidae.

## Tassonomia
Il genere comprende le seguenti specie:
- Reticulidia fungia Brunckhorst & Gosliner in Brunckhorst, 1993
- Reticulidia gofasi Valdes & Ortea, 1996
- Reticulidia halgerda Brunckhorst & Burn in Brunckhorst, 1990 - specie tipo
- Reticulidia suzanneae Valdes & Behrens, 2002